# Acosse
Acosse is een dorp in de Belgische provincie Luik en een deelgemeente van Wasseiges. Acosse heeft een oppervlakte van 2,52 km² en telt 248 inwoners (2004). Tot 1 januari 1977 was het een zelfstandige gemeente.
Het Haspengouwse dorp, dat voornamelijk leeft van de landbouw, ligt op enkele kilometers ten westen van de N80, de verbindingsweg tussen Sint-Truiden en Namen waardoor het dorp stilaan evolueert naar een woondorp.

## Geschiedenis
Acosse behoorde tot het graafschap Namen totdat het in 1795 een zelfstandige gemeente werd. In de 19e eeuw verloor de parochie haar zelfstandigheid en werd Acosse een hulpparochie van Hannêche. In 1977 verloor ook de gemeente haar zelfstandigheid en werd Acosse bij Wasseiges gevoegd.

## Bezienswaardigheden
- De Sint-Martinuskerk (Église Saint-Martin)

## Natuur en landschap
De hoogte aan de kerk bedraagt 162 meter.

## Demografische ontwikkeling
- Bronnen:NIS, Opm:1831 tot en met 1970=volkstellingen, 1976= inwoneraantal op 31 december

## Nabijgelegen kernen
Hannêche, Burdinne, Avin, Meeffe

## Geboren
- Françoise Dethier (1965), atlete
- Sylvia Dethier (1965), atlete